# ولدآوا ۲۱۲۳

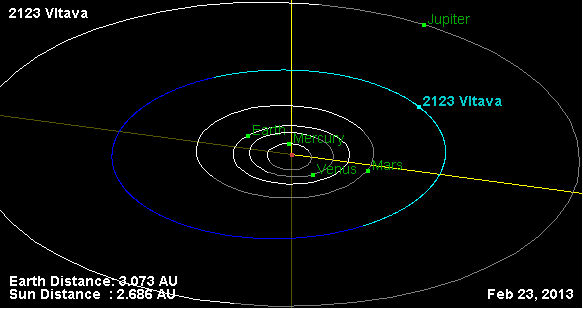
سیارک ۲۱۲۳

سیارک ۲۱۲۳ (به انگلیسی: 2123 Vltava، نامگذاری:1973SL2) دو هزار و صد و بیست و سومین سیارک کشف شده‌است که در ۲۲ سپتامبر ۱۹۷۳ کشف شد.
قدر مطلق سیارک برابر ۱۱٫۵۰ است.